# Luca Signorelli
Luca Signorelli, född omkring 1445 i Cortona, död 16 oktober 1523 på samma ort, var en italiensk renässansmålare, elev till Piero della Francesca.

## Biografi
Signorelli föregrep Michelangelo i sitt intresse för nakna gestalter i rörelse även om han inte helt lyckades i sina försök att skildra denna rörelse. Sitt fullaste uttryck får hans verk i den berömda freskcykeln i Orvietos katedral (1499-1503), en serie halvcirkelformiga kompositioner där målaren förmedlar sina visioner av liv och död, straff och uppståndelse. Historien berättas i en hård, brutal stil som understryker det allvarliga och hemska i motivet.
Signorellis intresse för den dramatiska handlingens formella uppbyggnad genomsyrar hans religiösa kompositioner och porträtt. Under 1480-talet arbetade Signorelli på freskerna i Sixtinska kapellet.